# آيت علا (آيت حمزة)
آيت علا هو دُوَّار يقع بجماعة بين الويدان، إقليم أزيلال، جهة بني ملال خنيفرة في المملكة المغربية. ينتمي الدوّار لمشيخة آيت حمزة التي تضم 6 دواوير. يقدر عدد سكانه بـ 498 نسمة حسب الإحصاء الرسمي للسكان والسكنى لسنة 2004.

## وصلات خارجية
- البوابة الوطنية للجماعات الترابية
- المندوبية السامية للتخطيط